# هدر رفته در جوانی
هَدَر رفته در جوانی (به انگلیسی: Wasted on the Young) یک فیلم هیجانی استرالیایی محصول سال ۲۰۱۱ و کارگردانی و نویسندگی بن سی. لوکاس است.
داستان فیلم، یک حادثه دبیرستانی آسیب زا است که مجموعه زنجیره‌ای از وقایع مرگبار را برای دو برادر به وجود آورده است.
این فیلم در سال ۲۰۰۹ در یک عمارت فوق مدرن در شهر ساحلی، استرالیای غربی و در محوطه جووندلوپ دانشگاه ادیت کوان فیلمبرداری شده است.

## بازیگران
- اولیور اکلند در نقش دارن
- آدلاید کلمنس در نقش زاندری
- الکس راسل در نقش زک
- پاتریک کولن در نقش شلی
- جورجینا هگ در نقش سیمون
- جرالدین هیکوِل در نقش الا
- جسیکا رونزلی در نقش نیکی روزن
- تام استوکس در نقش جاناتان
- کیم ترون در نقش کارن

## جوایز
| جایزه              | دسته‌بندی      | موضوع        | نتیجه    |
| ------------------ | ------------- | ------------ | -------- |
| جایزه اکتا         | بهترین ویرایش | لیان کول     | نامزدشده |
| جشنواره فیلم سیدنی | بهترین فیلم   | بن سی. لوکاس | نامزدشده |